# Canal 13 (Costa Rica)
Canal 13, es un canal de televisión pública de Costa Rica, fundado y controlado por el Sistema Nacional de Radio y Televisión (SINART). Inició transmisiones el 15 de septiembre de 1978 en San José, Costa Rica, con el nombre de Sinart Canal 13, con la Ley N.º 8346.

## Historia
Inició en abril de 1978 como un proyecto de televisión llamado TVEC. Inició transmisiones regulares en septiembre del mismo año.
El lunes 30 de octubre de 2017, el canal cambió su nombre a Trece Costa Rica Televisión, por motivo del cambio de identidad corporativa del Sinart y todos sus medios.En 2022, por motivo de nueva administración, es renombrado nuevamente como Canal 13.
Los medios públicos que fueron alianzas de Teletica pasaron a ser afiliación a este canal por ser un medio público. Entre ellos: la RTVE de España, la BBC del Reino Unido, entre otros, exceptuando a la TCS de El Salvador.